# Klaus Fittschen
Klaus Fittschen (* 31. Mai 1936 in Salzhausen) ist ein deutscher Klassischer Archäologe.
Fittschen studierte Klassische Archäologie, Klassische Philologie und Alte Geschichte an der Universität Tübingen, in Rom und Athen. 1964 wurde Fittschen in Tübingen bei Ulrich Hausmann mit einer Arbeit zum Thema Untersuchungen zum Beginn der Sagendarstellungen bei den Griechen promoviert. Es schloss sich 1965/1966 das Reisestipendium des Deutschen Archäologischen Instituts und danach bis 1969 eine Tätigkeit als Assistent an der Universität Bochum an. Dort habilitierte sich Fittschen 1970 mit der Arbeit Untersuchungen zur Chronologie und Stilgeschichte der stadtrömischen Plastik des 3. Jahrhunderts n. Chr. Bis 1976 lehrte er in Bochum als außerplanmäßiger Professor. 1976 wurde Fittschen als ordentlicher Professor für Klassische Archäologie an die Universität Göttingen berufen. Diese Position hatte er bis 1989 inne und wurde dann Erster Direktor der Abteilung Athen des Deutschen Archäologischen Instituts. 2001 wurde Fittschen pensioniert. Als Honorarprofessor gab er noch einige Jahre archäologische Lehrveranstaltungen an der Universität Göttingen.
Fittschen ist ordentliches Mitglied des Deutschen Archäologischen Instituts, der Akademie der Wissenschaften zu Göttingen, des Österreichischen Archäologischen Instituts und der Archäologischen Gesellschaft von Athen. Seit 2019 ist er korrespondierendes Mitglied der Akademie von Athen.
Sein wissenschaftliches Schwerpunktgebiet ist die hellenistische Plastik und insbesondere die römische Portraitplastik.

## Schriften (Auswahl)
- Untersuchungen zum Beginn der Sagendarstellungen bei den Griechen. Hessling, Berlin 1969.
- Meleager-Sarkophag (= Liebighaus-Monographien. Band 1). Liebieghaus, Frankfurt am Main 1975.
- Katalog der antiken Skulpturen in Schloss Erbach (= Archäologische Forschungen. Band 3). Gebr. Mann, Berlin 1977, ISBN 3-7861-2245-8.
- Die Bildnistypen der Faustina minor und die Fecunditas Augustae. (= Abhandlungen der Akademie der Wissenschaften zu Göttingen, Philologisch-Historische Klasse. Folge 3, Band 126). Vandenhoeck & Ruprecht, Göttingen 1982, ISBN 3-525-82404-1.
- mit Paul Zanker: Katalog der römischen Porträts in den Capitolinischen Museen und den anderen kommunalen Sammlungen der Stadt Rom. Band 3: Kaiserinnen- und Prinzessinnenbildnisse, Frauenporträts (= Beiträge zur Erschließung hellenistischer und kaiserzeitlicher Skulptur und Architektur. Band 5). 2 Teilbände, Walter de Gruyter, Berlin/Boston 1983, ISBN
- mit Paul Zanker: Katalog der römischen Porträts in den Capitolinischen Museen und den anderen kommunalen Sammlungen der Stadt Rom. Band 1: Kaiser- und Prinzenbildnisse (= Beiträge zur Erschließung hellenistischer und kaiserzeitlicher Skulptur und Architektur. Band 3). 2 Teilbände, Walter de Gruyter, Berlin/Boston 1985, ISBN 3-8053-0596-6.
- als Herausgeber: Griechische Porträts. Wissenschaftliche Buchgesellschaft, Darmstadt 1988, ISBN 3-534-09068-3.
- als Herausgeber: Verzeichnis der Gipsabgüsse des Archäologischen Instituts der Georg-August-Universität Göttingen. Bestand 1767–1989. Archäologisches Institut, Göttingen 1990.
- Prinzenbildnisse antoninischer Zeit (= Beiträge zur Erschließung hellenistischer und kaiserzeitlicher Skulptur und Architektur. Band 18). von Zabern, Mainz 1999, ISBN 3-8053-2363-8.
- Die Bildnisgalerie in Herrenhausen bei Hannover. Zur Rezeptions- und Sammlungsgeschichte antiker Porträts (= Abhandlungen der Akademie der Wissenschaften zu Göttingen, Philologisch-Historische Klasse. Folge 3, Band 275). Vandenhoeck & Ruprecht, Göttingen 2006, ISBN 3-525-82547-1.
- mit Paul Zanker und Petra Cain: Katalog der römischen Porträts in den Capitolinischen Museen und den anderen kommunalen Sammlungen der Stadt Rom. Band 2: Die männlichen Privatporträts (= Beiträge zur Erschließung hellenistischer und kaiserzeitlicher Skulptur und Architektur. Band 4). 2 Teilbände, Walter de Gruyter, Berlin/Boston 2010, ISBN 978-3-11-022886-1.
- mit Paul Zanker: Katalog der römischen Porträts in den Capitolinischen Museen und den anderen kommunalen Sammlungen der Stadt Rom. Band 4: Kinderbildnisse, Nachträge zu den Bänden I–III; neuzeitliche oder neuzeitlich verfälschte Bildnisse; Bildnisse an Reliefdenkmälern (= Beiträge zur Erschließung hellenistischer und kaiserzeitlicher Skulptur und Architektur. Band 6). 2 Teilbände, Walter de Gruyter, Berlin/Boston 2014, ISBN 978-3-11-035362-4.
- als Herausgeber mit Johannes Bergemann: Katalog der Skulpturen der Sammlung Wallmoden (= Göttinger Studien zur mediterranen Archäologie. Band 6). Biering & Brinkmann, München 2015, ISBN 978-3-930609-61-1.
- Halbierte Köpfe? (= Trierer Winckelmannsprogramme. Heft 28). Harrassowitz, Wiesbaden 2019, ISBN 978-3-447-11251-2.
- als Herausgeber: Aus dem Leben einer Photographin. Erinnerungen an Gisela Fittschen-Badura (1940–2019) und ihren Beitrag zur Erschließung antiker Kunst. Klaus Fittschen, Wolfenbüttel 2020 (Digitalisat).
- Privatporträts mit Repliken. Zur Sozialgeschichte römischer Bildnisse der mittleren Kaiserzeit (= Archäologische Forschungen. Band 41). Reichert, Wiesbaden 2021, ISBN 978-3-7520-0023-8.